# Werner Acker

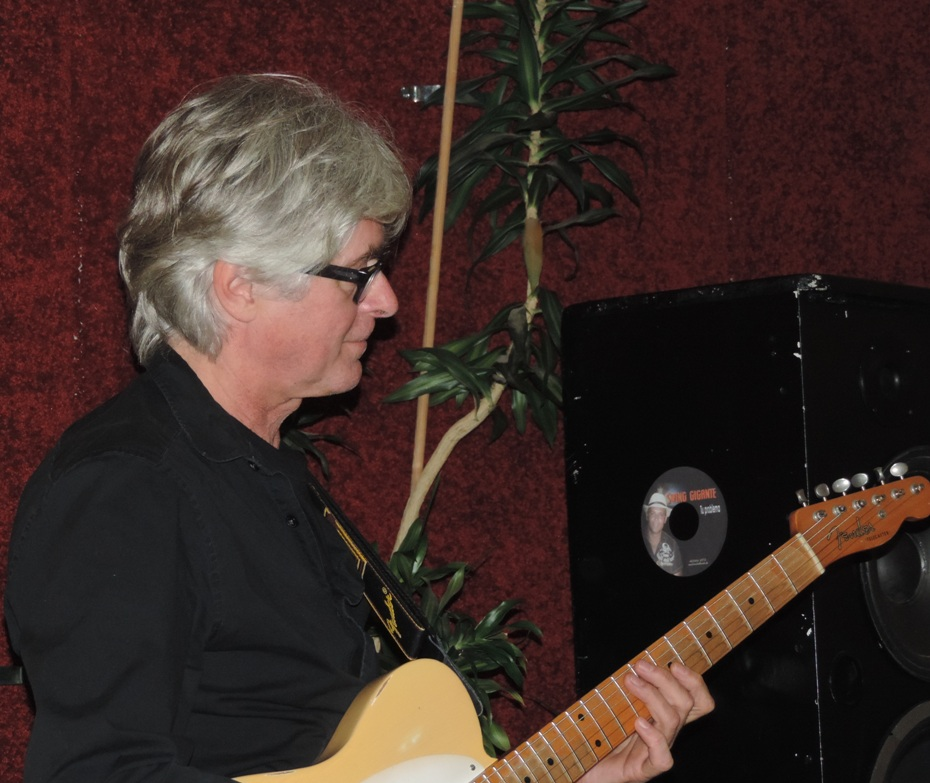
Werner Acker 2013 in Berlin

Werner Acker (* 1. Juli 1955 in Neufra) ist ein deutscher Musiker (Gitarrist), Stuttgarter Hochschuldozent im Ruhestand sowie Bandleader in Heilbronn.

## Leben und Wirken
Acker begann mit elf Jahren autodidaktisch E-Gitarre zu spielen und zunächst auch E-Bass. Mit 15 Jahren erfolgten erste Rundfunkaufnahmen für den Südwestfunk Baden-Baden als E-Bassist im Gerhard Wenzel Trio. In dieser Zeit begann er auch als Gitarrist mit regelmäßigen Auftritten in Coverbands. Sein Abitur erlangte er in Balingen 1975 mit dem Hauptfach Musik. Werner Acker studierte Musik und Mathematik an der PH Ludwigsburg und absolvierte 1979 das Staatsexamen.
Von 1980 bis 1983 nahm er Unterricht bei John Abercrombie, Steve Erquiaga, Bill Dobbins und Dave Liebman. 1984 hatte er einen Studienaufenthalt in der Summer Clinic am Berklee College of Music in Boston. Seit 1975 lebt er im Raum Stuttgart. Seine Aktivitäten gingen und gehen in diverse Musikstile wie Jazz, Blues, Rock, Soul, Gospel und Pop.
Von 1983 bis 2021 war Acker angestellter Dozent an der Hochschule für Musik und Darstellende Kunst Stuttgart in den Fächern Gitarre Jazz/Pop, Jazzharmonielehre und Ensembleleitung. Er ist außerdem Gastdozent im Landesjugendjazzorchester Baden-Württemberg sowie bei den Stuttgarter Schülerjazztagen. Im Laufe der Jahre war Acker eingebunden in eine Reihe von süddeutschen Musical-Produktionen. Mehrfach wirkte er Ende der 1980er Jahre mit im Staatstheater Stuttgart, so in Bye Bye Showbiz, in Linie 1 (beide mit Ute Lemper und Michael Mendel) und in Cole Porters Wodka Cola. 2002 spielte er in Cats – eine Produktion, aufgeführt im SI-Centrum Musicaltheater Stuttgart.
Werner Acker war 2006 „musikalischer Gesamtleiter“ der Aufführung Drei Engel für Dylan im Staatstheater Stuttgart. Seit 2015 ist er auch unterwegs mit eigener Band in der Besetzung Werner Acker – Gitarre, Andreas Francke – Altsax, Uli Gutscher – Posaune, Matthias Dörsam – Tenorsax/Barisax, Rainer Scheithauer – Pno/Keys, Hansi Schuller – E-Bass/Kontrabass und Herbert Wachter – Schlagzeug.
Acker war 2019 künstlerischer sowie musikalischer Leiter der Konzertreihe „Heilbronn Soul“ während der Bundesgartenschau in Heilbronn. Seit 2021 ist er künstlerischer Leiter des Heilbronner Jazzclubs Cave 61.
Werner Acker lebt mit seiner Frau Sabine in Obergruppenbach bei Heilbronn und hat eine Tochter.

## Bands und Projekte
- Werner Acker Roots Band
- Werner Acker Band
- Werner Acker Organ Trio
- Werner Ackers G-Band
- Lehels Acker Blümlein
- Werner Acker Souljazz Sextett
- Kimi&The Soulmen
- Uli Gutscher Quartett/Quintett
- Karl Frierson Soulprint Band[4]
- Stuttgart Jazz Orchestra[5]
- The Sawubona Band[6]

Mitarbeit
- SWR Big Band
- All That Jazz
- Jessye Norman
- Helen Schneider[7]
- Graham Bonney

## Auftritte (Auswahl)
Internationales Jazzfestival Murcia (Spanien); Köln Rundsporthalle; Geodesic Dome in George Town (Malaysia); Arena AufSchalke; Jazzfestival in Vienne (Frankreich); Budapest Alcatraz; Jazzfestival Brandenburg; Jazzfestival in Bologna (Italien); Bonn Alter Bundestag; Jazzfestival Burghausen; Gaffenberg Festival Heilbronn; Music Hall Worpswede; Landesjazzfestival Esslingen; 50 Jahre Baden-Württemberg Schlossplatz Stuttgart; Wien Hofburg; Aalener Jazzfestival; München Bayerischer Hof; Travemünder Kulturwoche; Aachen Open Air; Jazz Open Stuttgart; Ludwigsburger Schlossfestspiele

## Diskografie
- Sergio Vesely – Personas, mit Joerg Reiter, Uli Gutscher und Manfred Kniel. Messidor 1984
- Wodka Cola mit Thomas Stabenow, Walter Norris, Erich Bachträgl, Claus Stötter, Joe Gallardo (Leitung Dieter Glawischnig). Bayer Records 1987
- Uli Gutscher Quintett – inspiration, mit Martin Schrack, Thomas Krisch und Herbert Wachter. Edition Collage, 1993
- All That Jazz & Helena Paul, mit Stephan Zimmermann, Matthias Erlewein, Ludwig Nuss, Jürgen Dollman, Johannes Killinger und Michael Kersting. Satin Doll Productions 1999
- The Union – enjoy, feat. David Hanselmann, Cherry Gehring, Katrin Haug. stormy monday records 2004
- Gisela Hafner & Werner Acker Trio – Ballads And More, feat. Uli Gutscher und Ekkehard Rössle. sunny moon 2001
- Martin Schrack String Quartett – Squeezin’ mit Rainer Hagmann und Veit Hübner. Edition Musikat 2004
- Uli Gutscher/Werner Acker – Duo Conceptions, Edition Musikat 2004
- Hot Club Quartett – Live im Schloss Köngen. Edition Auenwald 2006
- Karl Frierson Soulprint, PHAZZ 024, 2006 (mit Rainer Scheithauer, Bernd Windisch und Flo Dauner)
- Gisela Hafner – Why Not, mit Eckhart Stromer und Mini Schulz. Satin Doll Productions 2008
- The Sawubona Band – Songs Of Good Hope, mit Rainer Scheithauer, Capo Mayer, Hansi Schuller, Herbert Wachter, Frank Dapper, Verena Nübel, Annette Kienzle, Ekkehard Rössle, Donovan Copley, Ronan Skillen, Lucky Thobela und Gästen. IBM 2010
- Deuce – Wandelbarer Mond, Catmusic 2015
- Werner Acker Band – Roots, Personality Records, 2016
- Inganzt Netzer & Werner Acker – Saitenzauber, Catmusic 2017
- Ruth Sabadino & Band, Funky Flowers, finetone music, 2022
- Werner Acker Roots II, finetone 2022
- Thomas Siffling – Gentlemen's Choice, Jazz'n'Arts Records, 2024